# All My Life (Foo Fighters)
All My Life is een Grammy-winnend nummer van de Amerikaanse hardrockband Foo Fighters. Het nummer werd uitgebracht als eerste single van hun vierde studioalbum One by One.

## Achtergrondinformatie
Het nummer won in 2003 de Grammy Award for Best Hard Rock Performance en stond tien opeenvolgende weken op nummer 1 in de Amerikaanse Billboard Hot Modern Rock Tracks. Opmerkelijk is het feit dat zanger Dave Grohl hiermee zichzelf aan kop verving, omdat Nirvana's You Know You're Right op nummer 1 stond, de band waar hij drummer was.
All My Life was oorspronkelijk een instrumentaal lied, maar kreeg verschillende versies. Volgens Grohl was het in het begin onharmonisch en luidruchtig, waarbij het midden als Wipe Out (van The Surfaris) klonk. Grohl had geen idee hoe hij het nummer moest inzingen. De manager van groep zei daarna "Dat is hét nummer!" In het nummer wilde de band een steviger geluid hebben gezien het feit dat de vorige uitgebrachte singles Learn to Fly en Next Year middle-of-the-road melodieën hadden.

## Tracklist

### Versie 1
1. All My Life
2. Sister Europe (Psychadelic Furs cover)
3. Win or Lose
4. All My Life (Director's Cut) (Videoclip)

- Win or Lose is een bewerkte versie van een ouder nummer, genaamd Make A Bet.

### Versie 2
1. All My Life
2. Danny Says (Ramones cover)
3. The One

## Hitnotering

### Single Top 100
| All My Life in de Single Top 100 - binnen 23 november 2002 | All My Life in de Single Top 100 - binnen 23 november 2002 | All My Life in de Single Top 100 - binnen 23 november 2002 | All My Life in de Single Top 100 - binnen 23 november 2002 |
| Week                                                       | 1                                                          | 2                                                          | uit                                                        |
| ---------------------------------------------------------- | ---------------------------------------------------------- | ---------------------------------------------------------- | ---------------------------------------------------------- |
| Nummer                                                     | 97                                                         | 95                                                         | uit                                                        |

### NPO Radio 2 Top 2000
| Nummer met noteringen in de NPO Radio 2 Top 2000 | '16  | '17  | '18  | '19  | '20  | '21  | '22  | '23  | '24  |
| ------------------------------------------------ | ---- | ---- | ---- | ---- | ---- | ---- | ---- | ---- | ---- |
| All My Life                                      | 1533 | 1188 | 1239 | 1331 | 1424 | 1499 | 1344 | 1556 | 1747 |

1. ↑  Een vetgedrukt getal geeft de hoogste notering aan.
2. ↑  2016 was het eerste jaar met een notering voor dit nummer.